# Wie schön leuchtet der Morgenstern (Bach)
Wie schön leuchtet der Morgenstern (in tedesco, "Com'è splendente la stella del mattino") BWV 1 è una cantata di Johann Sebastian Bach.

## Storia
Composta in Lipsia nel 1725 per la solennità dell'Annunciazione, venne eseguita il 25 marzo dello stesso anno. Se la festa dell'Annunciazione cadeva durante la quaresima, raramente veniva accompagnata dalla musica. Nel 1725, però, poiché l'Annunciazione cadde in concomitanza con la Domenica delle Palme, Bach provvide alla composizione di questo lavoro.
Le letture previste per la giornata erano Isaia 7: 10-16 e Luca 1: 26-38. Il testo della cantata comprende le parole dell'inno Wie schön leuchtet der Morgenstern, pubblicato da Philipp Nicolai nel 1599, che appare nei movimenti 1 e 6. L'autore del testo degli altri movimenti è sconosciuto.

## Struttura
La cantata è composta per soprano solista, tenore solista, basso solista, coro, corno I e II, oboe da caccia I e II, violino I e II, violino in ripieno I e II, viola e basso continuo e si suddivide in sei movimenti:
1. Coro: Wie schön leuchtet der Morgenstern, per coro e orchestra.
2. Recitativo: Du wahrer Gottes und Marien Sohn per tenore e basso continuo.
3. Aria: Erfüllet, ihr himmlischen göttlichen Flammen, per soprano, oboi da caccia e basso continuo.
4. Recitativo: Ein irdscher Glanz, ein leiblich Licht, per basso e continuo.
5. Aria: Unser Mund und Ton der Saiten, per tenore, archi e continuo.
6. Corale: Wie bin ich doch so herzlich froh, per tutti.